# トマス・タウンゼンド (初代シドニー子爵)

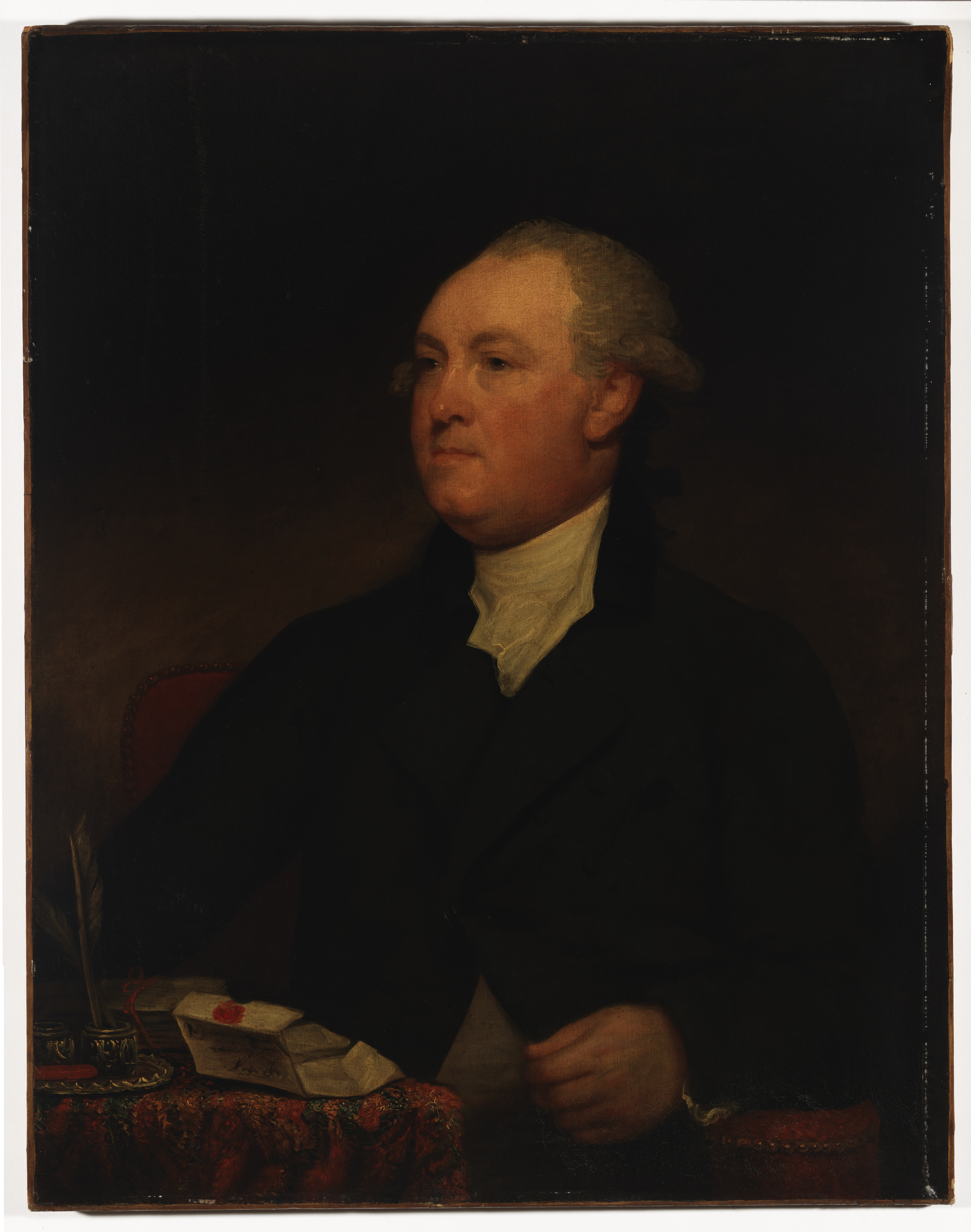
ギルバート・ステュアートによる肖像画、1785年作。

初代シドニー子爵トマス・タウンゼンド（英語: Thomas Townshend, 1st Viscount Sydney PC、1733年2月24日 – 1800年6月30日）は、グレートブリテン王国の政治家、貴族。ホイッグ党に所属しており、内務大臣（在任：1782年 – 1783年、1783年 – 1789年）、貿易・拓殖委員会会長（在任：1784年 – 1786年）を歴任した。内務大臣の在任中にニューサウスウェールズ（現オーストラリアの州）における植民地建設計画を支持し、現ニューサウスウェールズ州の州都シドニーはシドニー子爵に因んで名づけられている。

## 生涯

### 初期の経歴
トマス・タウンゼンド（1701年 – 1780年）とアルビニア・セルウィン（Albinia Selwyn、ジョン・セルウィンの娘）の息子として、1733年2月24日に生まれた。1748年よりイートン・カレッジで教育を受けた後、1750年7月2日にケンブリッジ大学クレア・カレッジに入学、1753年にM.A.の学位を修得した。

### 政界入り
1754年イギリス総選挙で母方の家族からの支持を受けて、ウィットチャーチ選挙区から出馬して当選、政界入りを果たした。ホイッグ党所属の家系で育ったため、タウンゼンドもホイッグ党を支持し、1755年頃には王太子ジョージ（後の国王ジョージ3世）の家政部門で秘書職についた。1760年に当時政権を担っていた大ピットよりClerk of the Green Cloth（家政部門の官職）の任命を受け、賃金が年1,000ポンドに増えた。しかし、最後まで第2次ニューカッスル公爵内閣を支持したためいわゆる「国王の友」（King's Friend、国王親政を支持する議員）にならず、ビュート伯爵内閣が成立した後の1762年12月に庶民院院内総務ヘンリー・フォックスにより解任の憂き目に遭った。グレンヴィル内閣期でも野党の立場にあり、1765年印紙法案に反対して演説した。

### 下級大蔵卿と陸軍支払長官として
タウンゼンドは一時は大ピットを再任しなければ官職に就かないと主張したが、第1次ロッキンガム侯爵内閣では1765年7月に下級大蔵卿（Lord of Treasury）に就任した。大ピットが1766年にチャタム伯爵に叙され、同年にチャタム伯爵内閣が成立した後も同職に留まり、議会でも与党の立場を崩さず、政府の米州植民地政策を支持し、財務大臣チャールズ・タウンゼンドが議会で植民地への徴税について攻撃を受けたときも彼を弁護した。1767年12月23日、チャタム伯爵の引退に伴い枢密顧問官と陸軍支払長官の1人に任命された。1768年6月、第一大蔵卿の第3代グラフトン公爵オーガスタス・フィッツロイがアイルランド副大蔵卿リチャード・リグビーを陸軍支払長官に任命しようとして、タウンゼンドをアイルランド副大蔵卿に転任させたが、タウンゼンドは「半年ごとにたらい回しにされたくない」と激怒して、就任を拒否して辞任した。タウンゼンドの父トマス・タウンゼンドは息子の決定を支持して、息子に1万ポンドを贈ったという。

### 野党期から小ピット内閣成立まで
タウンゼンドは辞任すると野党に回り、続くノース内閣でも野党の立場を維持した。議会では1769年2月にジョン・ウィルクスの議員解任に反対し、1771年4月には「国王の友」を批判、アメリカ独立戦争期ではノース卿による戦争遂行を批判した。また、1770年から1775年頃までジョージ・ジャーメインの盟友だったが、ジャーメインは1775年に第一商務卿に就任した。
やがて1782年にノース内閣が倒れて第2次ロッキンガム侯爵内閣が成立すると、タウンゼンドは1782年3月27日に戦時大臣に就任したが、その4か月後に首相の第2代ロッキンガム侯爵チャールズ・ワトソン＝ウェントワースが死去すると、内閣はチャールズ・ジェームズ・フォックスの党派と第2代シェルバーン伯爵ウィリアム・ペティの党派とで分裂、タウンゼンドはシェルバーン派に属した。このときはシェルバーン伯爵が首相に就任したため、タウンゼンドはその後任として内務大臣に就任、また名目上の庶民院院内総務にもなったが、実際には与党側の庶民院対策が小ピットの責務になっていた。シェルバーン伯爵内閣における最大の争点はアメリカ独立戦争の講和であり、タウンゼンドは1783年2月に予備講和条約を擁護して演説したが、結局フォックス派とノース派の反対により採決には敗れた。ジョージ3世はタウンゼンドの功労を認め、1783年3月6日にタウンゼンドをグレートブリテン貴族であるケント州におけるチズルハーストのシドニー男爵（Baron Sydney of Chislehurst）に叙した。爵位名について、最初に先祖のアルジャーノン・シドニーを記念して綴り違いの「シドニー男爵」（Baron Sidney）にしようとした後、家族からの反発を恐れて邸宅近くの地名シデナムも検討し、最終的に「シドニー男爵」（Baron Sydney）に落ち着いたという経緯がある。

### 小ピット内閣の閣僚として
シドニー男爵として貴族院議員に就任した後、シェルバーン伯爵内閣の後釜として成立したフォックス＝ノース連立内閣には野党としての立場を貫き、1783年12月にジョージ3世が内閣を罷免して第1次小ピット内閣が成立すると、シドニーは1783年12月23日に内務大臣に就任した。しかし、貴族院議員としてのシドニーは「一般人のレベルに落ちた」と評されるほど精彩を欠き、ナサニエル・ラクソールはシドニーの再任の理由がシドニーの娘と小ピットの兄第2代チャタム伯爵ジョン・ピットの結婚であるとした。
1784年に提出された小ピットの東インド法案に反対したが、同法により成立したインド庁の長官に就任した。ほかにも1787年に小ピットの奴隷規制法案に反対する演説をした（反対票は投じなかった）など不和が生じたため、1789年6月に辞任した。辞任に伴い、1789年6月11日にグレートブリテン貴族であるグロスタシャーにおけるセント・レオナーズのシドニー子爵に叙され、さらに同月に南トレント巡回裁判官に任命された（毎年2,500ポンドの収入がある官職）。1793年にもケント副統監（Deputy-Lieutenant of Kent）の1人に任命されたが、以降政治にほとんど関わらなくなった。
1800年6月13日に自領で卒中を起こして急死、チズルハーストで埋葬された。息子ジョン・トマスが爵位を継承した。

## 植民地への影響
内務大臣の在任中にニューサウスウェールズ（現オーストラリアの州）における植民地建設計画を支持し、現ニューサウスウェールズ州の州都シドニーはシドニー子爵に因んで名づけられている。
現カナダのノバスコシア州シドニーは1783年にシドニー子爵（命名時点ではシドニー男爵）に因んで名づけられている。

## 家族
1760年5月19日、エリザベス・ポウィス（1736年4月7日 – 1826年5月1日、リチャード・ポウィスの娘）と結婚、3男4女をもうけた。
- ジョージアナ（1761年6月1日 – 1835年9月12日）
- メアリー・エリザベス（1762年9月2日 – 1821年5月20日） - 1783年7月10日、第2代チャタム伯爵ジョン・ピットと結婚
- ジョン・トマス（英語版）（1764年2月21日 – 1831年1月20日） - 第2代シドニー子爵
- フランシス（1772年2月20日 – 1854年8月13日） - 1794年10月20日、第3代ダインヴァー男爵ジョージ・タルボット・ライス（英語版）と結婚、子供あり
- ハリエット・キャサリン（1773年11月20日 – 1814年8月24日） - 1795年3月24日、第4代バクルー公爵チャールズ・モンタギュー＝スコットと結婚、子供あり
- ウィリアム・オーガスタス（1776年3月10日 – 1816年7月3日）
- ホレイショ・ジョージ・ポウィス（1780年7月6日 – 1843年5月25日） - ウィンザー城円塔副総督（Lieutenant-Governor of the Round Tower）